# Tutti i santi giorni
Tutti i santi giorni è un film del 2012 diretto da Paolo Virzì, ispirato al romanzo La generazione di Simone Lenzi (del quale è però una rivisitazione molto libera) e sceneggiato da Francesco Bruni, dal regista e dallo stesso autore del romanzo.

## Trama
Guido e Antonia sono una coppia di giovani: toscano lui e siciliana lei, si sono conosciuti ad un concerto di quest'ultima, in un locale di Roma, città dove ora convivono. Lui lavora come portiere di notte ed è appassionato di letteratura e storia antica, con un pallino per le agiografie; lei lavora in un autonoleggio e continua a comporre canzoni e a covare la timida speranza di tornare a cantarle in pubblico. Il loro desiderio di avere figli li porta a provare varie strade e confrontarsi con ambienti e persone radicalmente diversi.

## Riprese
Le riprese del film sono iniziate il 6 febbraio 2012 e si sono svolte in due diverse regioni: Lazio (zona Madonnetta) e Sicilia.

## Colonna sonora
La colonna sonora del film è curata dalla cantautrice siciliana Thony (nome d'arte di Federica Victoria Caiozzo), che nel film veste i panni della protagonista Antonia.

## Distribuzione
La distribuzione del film è curata dalla 01 Distribution. Il film nelle sale italiane è stato distribuito a partire da giovedì 11 ottobre 2012.

## Riconoscimenti
- 2013 - David di Donatello
  - Migliore canzone originale (Tutti i santi giorni) a Virginiana Miller
  - Candidatura Migliore attrice protagonista a Thony
  - Candidatura Migliore attore protagonista a Luca Marinelli
- 2013 - Nastro d'argento
  - Candidatura Migliore attore protagonista a Luca Marinelli
  - Candidatura Migliore colonna sonora a Thony
- 2013 - Globo d'oro
  - Candidatura Migliore attore a Luca Marinelli
  - Candidatura Migliore attrice a Thony
- 2013 - Ciak d'oro
  - Migliore sonoro in presa diretta a Alessandro Bianchi e Luca Novelli[5]
  - Migliore canzone originale (Flowers Blossom) a Thony[5]